# Station Esaka
Station Esaka (江坂駅 Esaka-eki) is een spoorweg- en metrostation in de stad Suita gelegen in de prefectuur Osaka. Het wordt aangedaan door de Namboku-lijn en de Midosuji-lijn. Voor de Midosuji-lijn is het de laatste halte, maar men kan aan de andere kant van het perron overstappen op de Namboku-lijn richting Senri-Chūō.

## Lijnen

### Midosuji-lijn(stationsnummer M11)
| 1 | ■ Midosuji-lijn | richting Umeda, Namba, Tennōji en Nakamozu |

### Kitakyu
| 2 | ■ Namboku-lijn | richting Senri-Chūō |

## Geschiedenis
Het station werd in 1970 geopend, zowel voor de metro als de namboku-lijn.

## Overig openbaar vervoer
Bussen 21, 22, 24, 85, 86, 87, 93, 95 en 96

## Stationsomgeving
Het gebied wordt gekenmerkt door de aanwezigheid van veel (hoofd)kantoren.
- Tokyu Hands Esaka (warenhuis)
- Gourmet City Esaka (supermarkt)
- Max Valu (supermarkt)
- Hoofdkantoor van Duskin
- Hoofdkantoor van Acecook
- Hoofdkantoor van Nakau
- Hoofdkantoor van Kirindo
- Hoofdkantoor van SNK Playmore
- Hoofdkantoor van F&M
- Hoofdkantoor van TIS in Osaka
- Bibliotheek van Suita
- Esaka-park
- Autowegen 423 en 479